# Дибала, Пауло
Па́уло Бру́но Эсекье́ль Диба́ла (исп. Paulo Bruno Exequiel Dybala, испанское произношение: [ˈpaulo ðiˈβala]; род. 15 ноября 1993[…], Лагуна-Ларга, Кордова) — аргентинский футболист, нападающий итальянского клуба «Рома» и сборной Аргентины. Чемпион мира 2022 года.

## Клубная карьера

### «Институто»
Начал карьеру в детской команде местного клуба «Ньюэлл Олд Бойз» из города Лагуна-Ларга. В 10 лет перешёл в юношескую команду клуба второго аргентинского дивизиона «Институто». В 15 лет у Пауло умер отец, после чего он твёрдо решил для себя стать профессиональным футболистом.
12 августа 2011 года в матче против «Уракана», дебютировал за основной состав «Институто». Через неделю в поединке против «Альдосиви», забил свой первый гол. За 7 месяцев проведённых в стане «Институто», сделал два хет-трика во встречах против «Атланты» и «Десампарадос», забив в общей сложности 17 мячей. Побил рекорд Марио Кемпеса, державшийся с 1972 года, став в возрасте 17 лет самым юным бомбардиром, а также установил уникальное достижение, поразив ворота соперников в 7 матчах подряд. До этого максимальная голевая серия составляла 4 матча. Является автором 1000 гола «Институто» в чемпионате Аргентины.

### «Палермо»

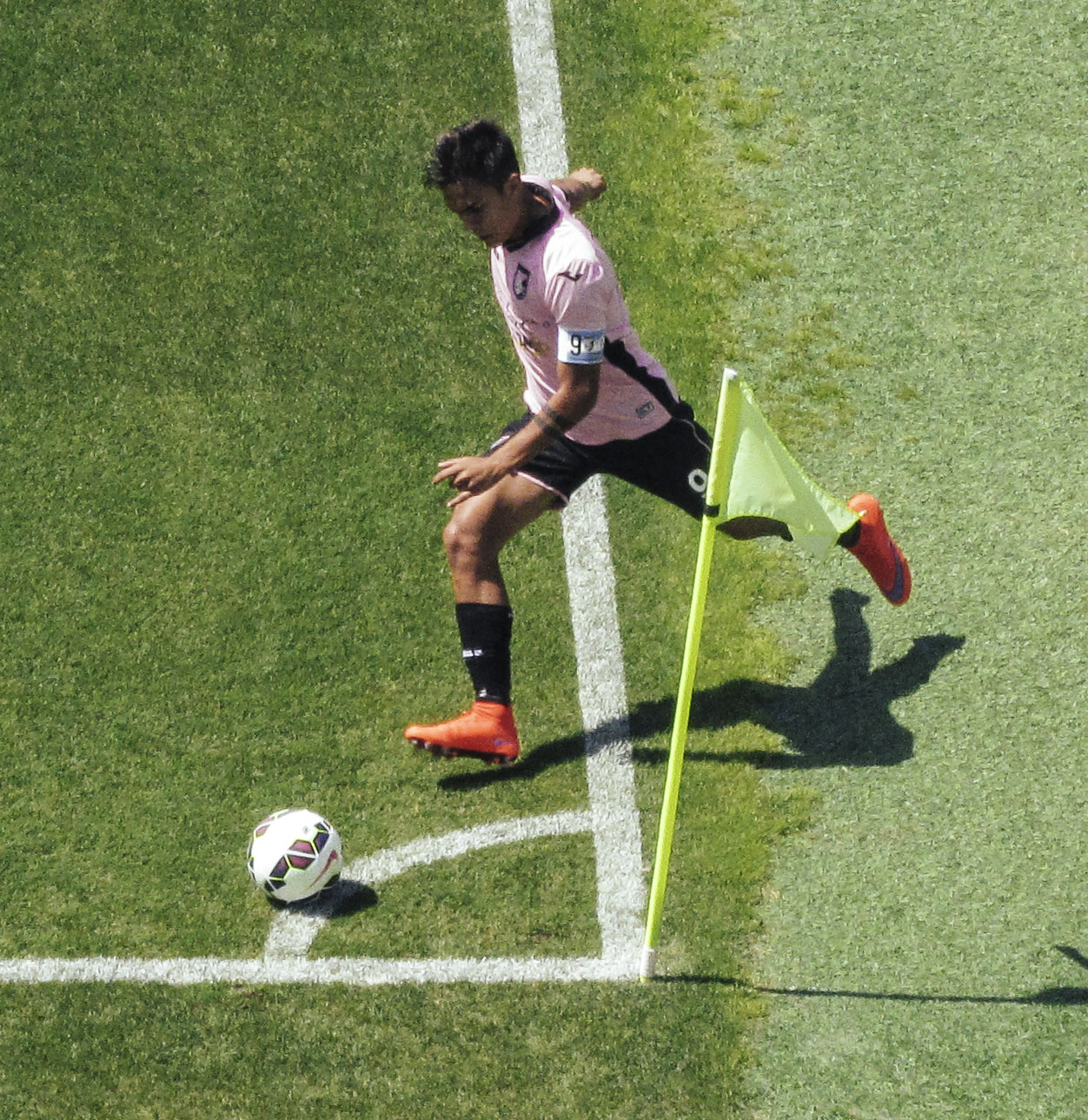
Дибала в составе «Палермо»

29 апреля 2012 года президент итальянского «Палермо» Маурицио Дзампарини объявил о подписании контракта с Пауло. В тот же день данная информация была опровергнута представителем «Институто». 20 июля подписал четырёхлетний контракт с сицилийским клубом. 2 сентября в матче против «Лацио» дебютировал в Серии А. 11 ноября в поединке против «Сампдории» сделал дубль, забив свои первые голы за новый клуб. Стал самым молодым футболистом, когда-либо забивавшим за «Палермо».

### «Ювентус»
4 июня 2015 года перешёл в «Ювентус», подписав пятилетний контракт. Сумма трансфера составила € 32 млн. 8 августа в матче за Суперкубок Италии против римского «Лацио» дебютировал за «старую синьору», заменив во втором тайме Кингсли Комана. В этом поединке забил свой первый гол за «Ювентус». 23 августа в матче против «Удинезе» дебютировал за новый клуб в чемпионате. 30 августа в поединке против «Ромы» забил свой первый гол за «Ювентус» в Серии А, а в следующем туре против «Кьево» отличился вновь.
23 февраля 2016 года в матче против мюнхенской «Баварии» забил свой первый гол в Лиге чемпионов. В том же году стал чемпионом Италии. В первом сезоне в составе «Ювентуса» стал лучшим бомбардиром клуба и занял второе место в списке бомбардиров Серии А 2015/16, забив 19 голов в 34 матчах.
В сезоне 2016/2017 Дибала забил 11 голов и отдал 8 голевых передач в Серии А. В Лиге чемпионов сыграл в 11 матчах, в том числе и в финале против Мадридского Реала, где провёл на поле 66 минут. В матчах против загребского «Динамо» и португальского «Порту» забил по голу, а также сделал «дубль» в домашнем поединке 1/4 финала против испанской «Барселоны». По итогам сезона Пауло попал в тройку номинантов награды лучший нападающий года УЕФА 2016/2017. В середине апреля продлил контракт с «Ювентусом» до 2022 года. По новому соглашению стал получать 7 млн евро в год, что является вторым результатом в Серии A, после его одноклубника Гонсало Игуаина (7,5 млн евро). В мае того же года во второй раз стал чемпионом Италии.
Перед сезоном 2017/18 получил 10-й номер. В матче за Суперкубок Италии против «Лацио» забил два мяча, но это не помогло его команде одержать победу.
26 августа 2017 года в матче против «Дженоа» оформил первый хет-трик за «Ювентус». 17 сентября 2017 года в матче против «Сассуоло» оформил второй хет-рик, а также стал первым игроком за 12 лет, забившим в 4 турах подряд на старте сезона в Серии А. 7 марта 2018 года в матче 1/8 финала Лиги чемпионов против английского «Тоттенхэм Хотспур» забил победный гол и помог команде выйти в следующую стадию турнира.
22 марта 2022 года директор «Ювентуса» Маурицио Арривабене подтвердил информацию, что аргентинский форвард не продлил контракт с клубом и летом 2022 года уйдёт свободным агентом. В мае 2022 года футболист в своём аккаунте инстаграмма попрощался с «Ювентусом» перед матчем с «Лацио», который для игрока последний в футболке «старой синьоры» на домашнем стадионе.

### «Рома»

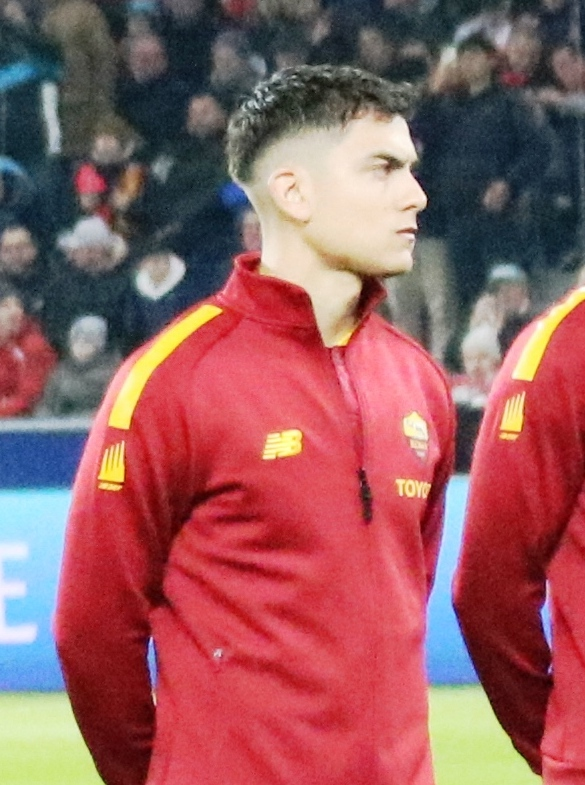
Дибала в составе «Ромы»

20 июля 2022 года Дибала перешёл на правах свободного агента в «Рому». Форвард подписал контракт с римским клубом до 30 июня 2025 года. Несмотря на появившиеся слухи о том, что Пауло получит 10-й номер, ранее принадлежавший легенде клуба Франческо Тотти, Дибала получил привычный для себя 21-й номер. Официальная презентация игрока состоялась 26 июля 2022 года у Квадратного Колизея, где сначала на фасаде самого здания устроили световое шоу, а затем перед 10 тысячной публикой римских болельщиков появился сам футболист в 21:21 по местному времени. 14 августа в матче против «Салернитаны» он дебютировал за новый клуб. 30 августа 2022 в поединке против «Монцы» Пауло сделал дубль, забив свои первые голы за Рому. В 2023 году Дибала помог Роме выйти в финал Лиги Европы, забив 5 голов в матчах против финского ХИКа, испанского «Бетиса», австрийского «Ред Булл Зальцбург», нидерландского «Фейеноорда» и в финале против «Севильи». 26 февраля 2024 года, Дибала оформил первый хет-трик за «Рому», принеся победу в матче с «Торино».

## Международная карьера
В 2011 году попал в расширенный список сборной Аргентины до 17 лет для участия в Панамериканских играх, но в итоге в конечную заявку не попал. 19 июля 2012 года получил приглашение в молодёжную сборную Аргентины, но отклонил его.
14 октября 2015 года в отборочном матче чемпионата мира 2018 против сборной Парагвая дебютировал за сборную Аргентины, заменив во втором тайме Карлоса Тевеса.
В 2018 году принял участие в чемпионате мира в России. На турнире сыграл в матче против Хорватии.
20 ноября 2018 года в поединке против сборной Мексики забил свой первый гол за национальную команду.
Летом 2019 года Дибала принял участие в Кубке Америки 2019 в Бразилии. На турнире он сыграл против сборных Катара, Венесуэлы, Бразилии и Чили. В поединке против чилийцев Пауло отметился забитым мячом.
В 2022 году Дибала стал победителем чемпионата мира в Катаре. На турнире он сыграл в двух матчах — в полуфинале против сборной Хорватии и в финале против сборной Франции, где оформил удар в послематчевой серии пенальти.

### Голы за сборную Аргентины
| #  | Дата           | Место                                    | Противник | Счёт | Результат | Соревнование       |
| -- | -------------- | ---------------------------------------- | --------- | ---- | --------- | ------------------ |
| 1. | 20 ноября 2018 | Мальвинас Архентинас, Мендоса, Аргентина | Мексика   | 2:0  | 2:0       | Товарищеский матч  |
| 2. | 6 июля 2019    | Арена Коринтианс, Сан-Паулу, Бразилия    | Чили      | 2:0  | 2:1       | Кубок Америки 2019 |
| 3. | 1 июня 2022    | Уэмбли, Лондон, Англия                   | Италия    | 3:0  | 3:0       | Финалиссима 2022   |

## Достижения

### Командные
«Палермо»
- Чемпион Серии Б: 2013/14

«Ювентус»
- Чемпион Италии (5): 2015/16, 2016/17, 2017/18, 2018/19, 2019/20
- Обладатель Кубка Италии (4): 2015/16, 2016/17, 2017/18, 2020/21
- Обладатель Суперкубка Италии (3): 2015, 2018, 2020

Сборная Аргентины
- Чемпион мира: 2022
- Победитель Финалиссимы: 2022

### Личные
- Самый ценный игрок сезона Серии А: 2020
- Лучший бомбардир Кубка Италии: 2016/17[56]
- Лучший ассистент чемпионата Италии (2): 2014/15 (12 голевых передач), 2023/24 (9 голевых передач)
- Входит в состав символической сборной года Серии А (4): 2015/16[57], 2016/17[58], 2017/18[59], 2019/20[60]
- Входит в состав символической сборной Европы по версии ESM: 2017
- Входит в символическую сборную Лиги Европы УЕФА: 2022/23
- Лучший игрок месяца Серии А (5): июль 2020[61], ноябрь 2023[62], февраль 2024[63] апрель 2024[64], декабрь 2024[65]
- Лучший бомбардир в истории Суперкубка Италии (4 гола)

## Статистика

### Клубная статистика
| Выступление      | Выступление         | Выступление      | Лига | Лига | Кубок страны | Кубок страны | Еврокубки | Еврокубки | Прочие | Прочие | Итого | Итого |
| Клуб             | Лига                | Сезон            | Игры | Голы | Игры         | Голы         | Игры      | Голы      | Игры   | Голы   | Игры  | Голы  |
| ---------------- | ------------------- | ---------------- | ---- | ---- | ------------ | ------------ | --------- | --------- | ------ | ------ | ----- | ----- |
| Институто        | Примера B Насьональ | 2011/12          | 38   | 17   | 0            | 0            | 0         | 0         | 2      | 0      | 40    | 17    |
| Институто        | Итого               | Итого            | 38   | 17   | 0            | 0            | 0         | 0         | 2      | 0      | 40    | 17    |
| Палермо          | Серия А             | 2012/13          | 27   | 3    | 1            | 0            | 0         | 0         | 0      | 0      | 28    | 3     |
| Палермо          | Серия В             | 2013/14          | 28   | 5    | 2            | 0            | 0         | 0         | 0      | 0      | 30    | 5     |
| Палермо          | Серия А             | 2014/15          | 34   | 13   | 1            | 0            | 0         | 0         | 0      | 0      | 35    | 13    |
| Палермо          | Итого               | Итого            | 89   | 21   | 4            | 0            | 0         | 0         | 0      | 0      | 93    | 21    |
| Ювентус          | Серия А             | 2015/16          | 34   | 19   | 4            | 2            | 7         | 1         | 1      | 1      | 46    | 23    |
| Ювентус          | Серия А             | 2016/17          | 31   | 11   | 5            | 4            | 11        | 4         | 1      | 0      | 48    | 19    |
| Ювентус          | Серия А             | 2017/18          | 33   | 22   | 4            | 1            | 8         | 1         | 1      | 2      | 46    | 26    |
| Ювентус          | Серия А             | 2018/19          | 30   | 5    | 2            | 0            | 9         | 5         | 1      | 0      | 42    | 10    |
| Ювентус          | Серия А             | 2019/20          | 33   | 11   | 4            | 2            | 8         | 3         | 1      | 1      | 46    | 17    |
| Ювентус          | Серия А             | 2020/21          | 20   | 4    | 1            | 0            | 5         | 1         | 0      | 0      | 26    | 5     |
| Ювентус          | Серия А             | 2021/22          | 29   | 10   | 4            | 2            | 5         | 3         | 1      | 0      | 39    | 15    |
| Ювентус          | Итого               | Итого            | 210  | 82   | 24           | 11           | 53        | 18        | 6      | 4      | 293   | 115   |
| Рома             | Серия А             | 2022/23          | 25   | 12   | 2            | 1            | 11        | 5         | 0      | 0      | 38    | 18    |
| Рома             | Серия А             | 2023/24          | 28   | 13   | 2            | 1            | 9         | 2         | 0      | 0      | 39    | 16    |
| Рома             | Серия А             | 2024/25          | 24   | 6    | 1            | 0            | 11        | 2         | 0      | 0      | 36    | 8     |
| Рома             | Итого               | Итого            | 77   | 31   | 5            | 2            | 31        | 9         | 0      | 0      | 113   | 42    |
| Всего за карьеру | Всего за карьеру    | Всего за карьеру | 414  | 151  | 33           | 13           | 84        | 27        | 8      | 4      | 539   | 195   |

## Личная жизнь
Родился в скромной семье в Кордове. Его отец в молодости был футболистом, игроком клуба «Атлетико и Библиотека Ньюэллс Олд Бойз», но без особого успеха. После окончания карьеры он стал администратором в бассейне «Ла Фаворита». Также в семье были его мать Алисия и братья Густаво и Мариано.
Дед футболиста — поляк Болеслав Дыбала (пол. Bolesław Dybała, произносится Боле́слав Дыба́ла), был родом из деревни Краснюв, гмина Опатовец в Польше. Он бежал из своей родной страны во время Второй мировой войны. Бабушка по материнской линии, названная Да Месса, была родом из Неаполя. Благодаря этому Пауло 13 августа 2012 года получил итальянское гражданство.
Дибала встречался с Антонеллой Кавальери, с которой познакомился ещё играя в Аргентине. Антонелла имела отношения с несколькими игроками клуба «Бока Хуниорс», но предпочла именно Пауло. В 2018 году начал встречаться с Орианой Сабатини — поп-певицей, актрисой, моделью, дочерью известных латиноамериканских актёров Катрин Фулоп и Освальдо Сабатини, племянницей знаменитой теннисистки Габриэлы Сабатини.